# Hautefort

Hautefort este o comună în departamentul Dordogne din sud-vestul Franței. În 2009 avea o populație de 1.086 de locuitori.

## Evoluția populației
| An        | 1975  | 1982  | 1990  | 1999  | 2006  | 2009  |
| --------- | ----- | ----- | ----- | ----- | ----- | ----- |
| Populație | 1.142 | 1.035 | 1.048 | 1.184 | 1.120 | 1.086 |